# Џетро Тал (пољопривредник)
Џетро Тал (енгл. Jethro Tull; крштен 30. марта 1674 — 21. фебруар 1741) био је енглески пољопривредник из Беркшира, један од оснивача Британске пољопривредне револуције. Године 1700. је направио сејалицу, а касније и мотику са коњском вучом. Његови изуми су доста помогли земљопоседницима у лакшим пољопривредним пословима.